# Michael Thomas (Schauspieler)
Michael Thomas (* 1962 in Wien) ist ein österreichischer Schauspieler.

## Leben
Michael Thomas wurde als Sohn der Schauspielerin Tilla Hohenfels und des Schauspielers Fred Weis geboren. Die beiden spielten im Kabarett Simpl und tourten mit der Gruppe Wiener Werkel durch den deutschen Sprachraum. Michael Thomas reiste teilweise mit seinen Eltern auf deren Tourneen durch Deutschland, Schweden, Dänemark und die Schweiz mit, teilweise wuchs er bei seinen Großeltern auf einem Bauernhof im Waldviertel auf. Mit fünfzehn Jahren ging er auf eine Weltreise und war in verschiedensten Jobs tätig. Nach seiner Rückkehr nach Wien besuchte er die Schauspielschule Krauss.

### Theater, Boxsport
Am Beginn seiner Laufbahn spielte er hauptsächlich Theater, etwa mit 17 Jahren in Das Finanzgenie von Honoré de Balzac an der Seite von Horst Tappert auf einer Tournee durch Deutschland, die Schweiz und Österreich. In der Saison 1987/88 spielte er mit Georg Friedrich und Johannes Krisch am Wiener Theater beim Auersperg in Klassenfeind von Nigel Williams.
Ab 1988 trat er zwanzig Sommersaisonen lang bei den Karl-May-Festspielen in Staatz, Gföhl, Weitensfeld im Gurktal und in Dasing auf. Der damalige Intendant Paul Roberts besetzte ihn für die Rolle des Old Shatterhand an der Seite von Gerhard Rühmkorf als Winnetou. Im Zuge dessen absolvierte er eine Ausbildung zum Stuntman und erlernte verschiedene Kampftechniken wie Fechten, Schwertkampf, Karate und Boxen. Im Boxsport wurde er zweimal Vizestaatsmeister im Schwergewicht.

### Film und Fernsehen
Sein Einstieg ins Fernsehen erfolgte mit Rollen in den Fernsehserien Derrick und Tom Turbo. 2007 besetzte ihn der Filmemacher Ulrich Seidl in Import Export für die Rolle von Pauls Stiefvater. Die Rolle stand zunächst nicht im Drehbuch und wurde erst im Zuge des Castings entwickelt. Seitdem ist Michael Thomas hauptsächlich für Film und Fernsehen tätig. So verkörperte er in der Fernsehserie Braunschlag 2012 die Rolle des Leo, in der Serie CopStories spielte er den Hans Hofer.
2013 besetzte ihn Ulrich Seidl in Paradies: Hoffnung als Sporttrainer. 2017 stand er für den Kinospielfilm Rimini (Arbeitstitel Böse Spiele) erneut unter der Regie von Ulrich Seidl an der Seite von Georg Friedrich vor der Kamera, wo die beiden ein Brüderpaar verkörperten. In der am Filmfest Hamburg 2019 uraufgeführten Tatort-Folge Die goldene Zeit hatte er eine Hauptrolle als Kiez-Urgestein Michael Lübke, genannt „Eisen-Lübke“, einem alten Bekannten von Ermittler Thorsten Falke. In Baby Bitchka (2020) von Anna Maria Roznowska verkörperte er an der Seite von Romina Küper als Sascha die männliche Hauptrolle Alex.

### Regie, Privates
2011 drehte er den Spielfilm Across the Mile, bei dem er Regie führte und zu dem er auch das Drehbuch schrieb. Sein Sohn Marvin Fred Colorado (bürgerlich Marvin Weis), der aus einer 20-jährigen Ehe mit der Schauspielerin und Sängerin Dagmar Hellberg entstammt, spielte darin die Hauptrolle.

### Sänger
Als Sänger stand Michael Thomas hauptsächlich in Musicals und Gala-Shows auf der Bühne. Ein einmaliger Ausflug in die Welt der Oper führte ihn an die Mailänder Scala, wo er 1995 in der Zauberflöte unter der Regie von Roberto De Simone und der musikalischen Leitung von Riccardo Muti auf der Bühne stand. Muti wollte für die Inszenierung einen „Elvis-artigen“ Sänger.

## Filmografie (Auswahl)
- 1986: Liebe wie’s im Büchel steht (Fernsehfilm, Aufzeichnung der Löwinger-Bühne)
- 1994: Kommissar Rex – Ein feines Haus
- 1994: Fitness (Fernsehserie)
- 1995: Die Zauberflöte, Opera tedesca in due atti (Fernsehfilm, Aufzeichnung aus der Mailänder Scala)
- 2007: Import Export
- 2009: Elefantenhaut (Kurzfilm)
- 2009: Der Fall des Lemming
- 2010: Glück (Kurzfilm)
- 2010: Zu eng! (Kurzfilm)
- 2011: Nichtschläfer (Kurzfilm)
- 2011: Lebensretter Konstantin (Kurzfilm)
- 2012: Randgänger
- 2012: Let Me Try Again
- 2012: Across the Mile
- 2012: Braunschlag
- 2013: Paradies: Hoffnung
- 2013: Mister John
- 2013: Das Begräbnis des Harald Kramer (Kurzfilm)
- 2013–2018: CopStories (Fernsehserie, drei Episoden)
- 2014: Boͤsterreich – Inländer-Taxler und Tierhasser
- 2014: Giftnovelle
- 2016: Vanillekipferl (Kurzfilm)
- 2016: SOKO Donau – Pratermelodie
- 2016: Valossn
- 2017: Spuren des Bösen – Begierde
- 2018: Tatort: Her mit der Marie!
- 2019: Tatort: Die goldene Zeit
- 2019: Landkrimi – Das letzte Problem
- 2020: Baby Bitchka
- 2022: Rimini
- 2022: Taktik
- 2022: Stadtkomödie – Der weiße Kobold (Fernsehreihe)
- 2024: Der Soldat Monika
- 2024: Crooks

## Auszeichnungen und Nominierungen
- 2023: Österreichischer Filmpreis – Nominierung in der Kategorie Bester männlicher Darsteller für Rimini[8]